# نیکولا ترایکوویچ
نیکولا ترایکوویچ (صربی: Nikola Trajković؛ زادهٔ ۵ ژانویهٔ ۱۹۸۱) بازیکن سابق و مربی فوتبال اهل صربستان است.
از باشگاه‌هایی که در آن بازی کرده‌است می‌توان به باشگاه فوتبال چوکاریچکی، باشگاه فوتبال ستاره سرخ بلگراد، باشگاه فوتبال دیوری ای‌تی‌او، و باشگاه فوتبال وویوودینا اشاره کرد.
وی همچنین در تیم ملی فوتبال صربستان و مونته‌نگرو بازی کرده‌است.